# Villar-Saint-Pancrace
Villar-Saint-Pancrace – miejscowość i gmina we Francji, w regionie Prowansja-Alpy-Lazurowe Wybrzeże, w departamencie Alpy Wysokie.
Według danych na rok 1990 gminę zamieszkiwało 1287 osób, a gęstość zaludnienia wynosiła 30 osób/km² (wśród 963 gmin regionu Prowansja-Alpy-W. Lazurowe Villar-Saint-Pancrace plasuje się na 334. miejscu pod względem liczby ludności, natomiast pod względem powierzchni na miejscu 188.).